# Radovica
Radovica este o localitate din comuna Metlika, Slovenia, cu o populație de 248 de locuitori.